# Најтдејл (Северна Каролина)
Најтдејл (енгл. Knightdale) град је у америчкој савезној држави Северна Каролина.

## Демографија
По попису из 2010. године број становника је 11.401, што је 5.443 (91,4%) становника више него 2000. године.
| Група             | 2000.         | 2010.         |
| Белци             | 3.966 (66,6%) | 5.235 (45,9%) |
| Афроамериканци    | 1.599 (26,8%) | 4.368 (38,3%) |
| Азијати           | 87 (1,5%)     | 193 (1,7%)    |
| Хиспаноамериканци | 220 (3,7%)    | 1.299 (11,4%) |
| Укупно            | 5.958         | 11.401        |